# André Watson
Pour les articles homonymes, voir Watson.
André Jacobus Watson, né le 24 avril 1958 à Germiston (Afrique du Sud), est un arbitre international sud-africain de rugby à XV.

## Carrière
Le 29 juin 1996, il arbitre son premier match international opposant l'Australie au Canada.
André Watson arbitre notamment trois matches de la Coupe du monde 1999 (dont la finale Australie-France) et trois matches de la Coupe du monde 2003 (dont la finale Australie-Angleterre). Il est ainsi le seul arbitre à avoir dirigé deux finales de Coupe du monde de rugby.
Il arbitre également en Tournoi des Six Nations et Tri-nations, et a dirigé sept finales de Currie Cup et cinq finales du Super 12.
Watson arbitre au niveau international jusqu'en 2007, avant de travailler comme directeur des arbitres au sein de la fédération sud-africaine. Il est licencié de son poste en 2015.

## Palmarès
- 27 matches internationaux (au 30 juillet 2006)
- 53 matches du Super 12.